# Partito Pensionati
Partito Pensionati (PP), "Pensionärspartiet", är ett centerpolitiskt parti i Italien, grundat den 19 oktober 1987. I Europaparlamentsvalet 2004 fick partiet 1,1 % av rösterna, vilket gav dem ett mandat i Europaparlamentet. Partiets Europaparlamentariker sitter i Gruppen för Europeiska folkpartiet (kristdemokrater) och Europademokrater (EPP-ED).
Den 4 februari 2006 anslöt sig Pensionärspartiet till valalliansen Unionen, som vann valet med en knapp majoritet. Efter att relationen försämrats mellan Pensionärspartiet och de övriga partierna i Unionen, beslutade partiet den 20 november 2006 att ansluta sig till center-högerkoalitionen Frihetens hus.